# Selenophanes amplior
Selenophanes amplior är en fjärilsart som beskrevs av Hans Ferdinand Emil Julius Stichel 1901. Selenophanes amplior ingår i släktet Selenophanes och familjen praktfjärilar. Inga underarter finns listade i Catalogue of Life.